# Funcionalismo (arquitetura)

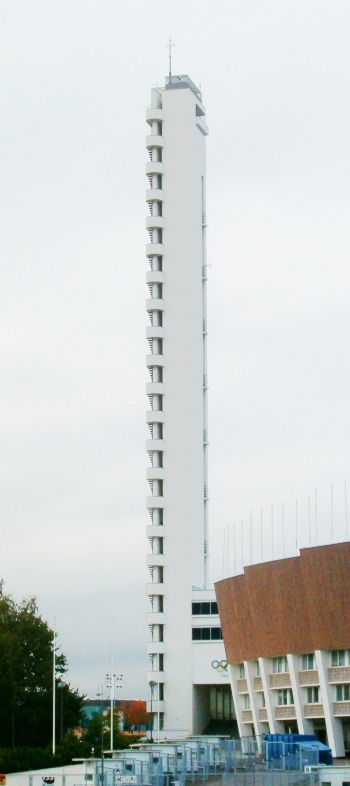
A torre do Estádio Olímpico de Helsinque (Y. Lindegren & T. Jäntti, construída em 1934-38)

O funcionalismo, em arquitetura, é o princípio pelo qual o arquiteto que projeta um edifício deveria fazê-lo baseado na finalidade que terá esse edifício. Esta declaração é menos evidente do que parece em princípio e é motivo de confusão e controvérsia dentro da profissão, particularmente na visão da arquitetura moderna.

## História
As origens do funcionalismo em edifícios podem-se remontar à tríade de Vitrúvio, onde a utilitas (traduzida também como "comodidade", "conforto", ou "utilidade") vem junto com a venustas (beleza) e a firmitas (solidez) como uma das três metas clássicas da arquitetura.
Nos primeiros anos do século XX, o arquiteto de Chicago, Louis Sullivan popularizou a frase "a forma segue a função" para resumir sua crença de que o tamanho de um edifício, o volume, a distribuição do espaço e outras características devem ser norteadas somente pela função do edifício. Isto implica que se satisfeitos os aspectos funcionais, a beleza arquitetônica surgirá de forma natural.   
Contudo, a crença de Sullivan é vista muitas vezes como irônica à luz do extensivo uso que faz de intrincados ornamentos, indo contra o que os arquitetos funcionalistas acreditam em comum de que os ornamentos não têm nenhuma função. A crença tão pouco deixa claro a que funções refere-se. O arquiteto de um edifício de moradias, por exemplo, pode facilmente estar em desacordo com os proprietários das mesmas sobre o que o edifício deveria parecer e ambos também em desacordo com futuros arrendatários. Todavia, "a forma segue a função" expressa uma ideia significativa e duradoura.
As raízes da arquitetura moderna baseiam-se no trabalho do arquiteto franco-suíço Le Corbusier e o alemão Mies van der Rohe. Ambos foram funcionalistas pelo menos no ponto que seus edifícios foram radicais simplificações de estilos anteriores. Em 1923, Mies van der Rohe trabalhava em Weimar, na Alemanha e havia começado sua carreira de produzir estruturas de simplificações radicais e animadas por um amor ao detalhe que alcançaram a meta de Sullivan da beleza arquitetônica inerente. São famosas as palavras de Corbusier "uma casa é uma máquina onde vive-se nela" em seu livro Vers une architecture publicado em 1923. Este livro foi, e ainda é, muito influente e os primeiros trabalhos que fez, como a Villa Savoye em Poissy, França são tidos como protótipos de funcionalismo.

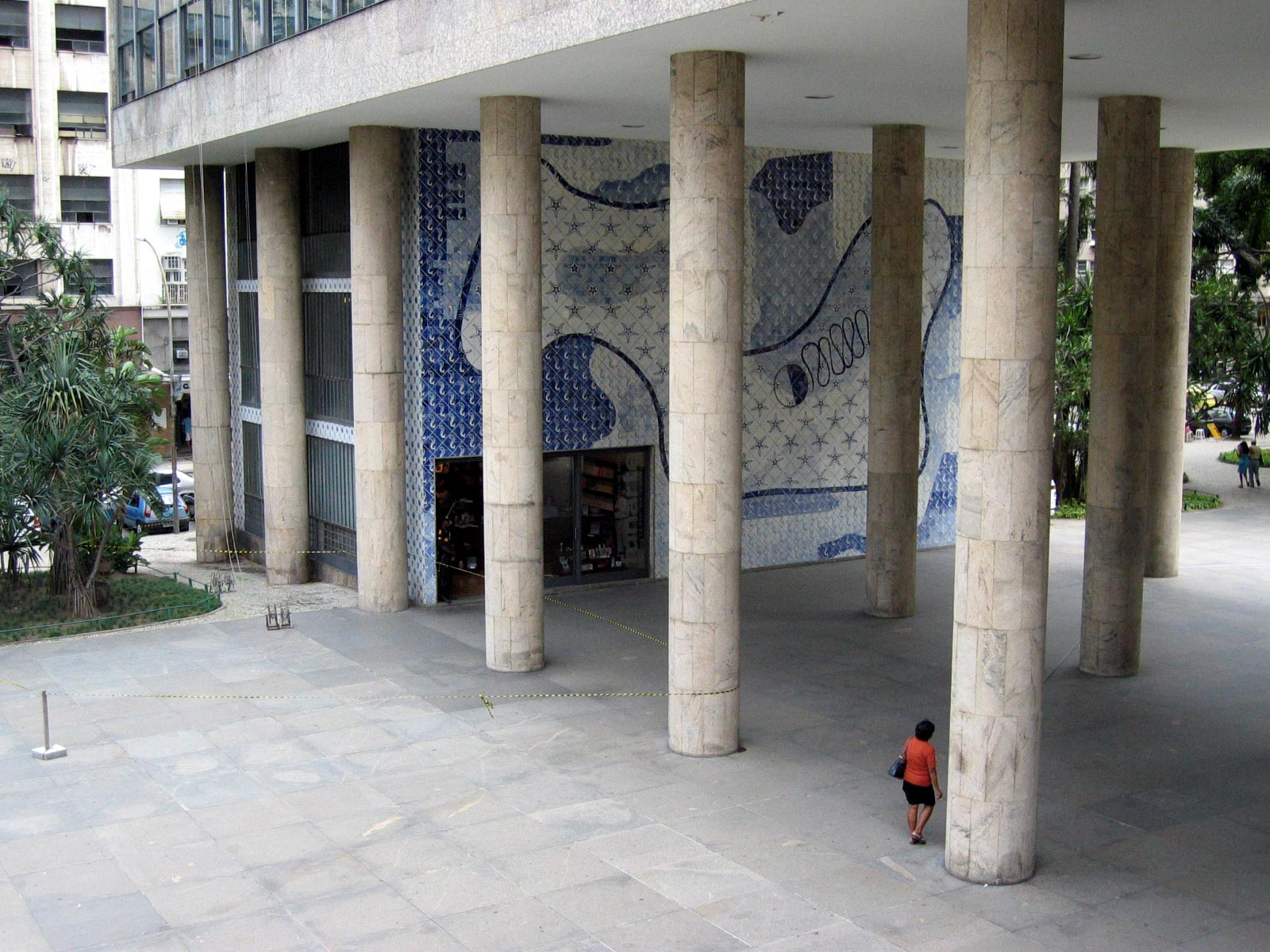
Pilotis do Edifício Gustavo Capanema, no Rio de Janeiro, um marco da arquitetura funcional no Brasil.

No meio da década de 1930, o funcionalismo começou a ser discutido como uma aproximação estética, mais que como uma questão de integridade de projeto. A ideia do funcionalismo foi combinada com a carência de ornamentação, que é uma questão bem diferente. Converteu-se em um termo pejorativo associado às formas mais pobres e mais brutais de cobrir um espaço, como formas baratas e comerciais de fazer edifícios, usados finalmente, por exemplo, no crítico academicismo da cúpula geodésica de Buckminster Fuller, simplesmente como sinônimo de gauche.
Nos anos 1970, o proeminente e influente arquiteto estado-unidense Philip Johnson sustentava que a profissão não tem nenhuma responsabilidade funcional e esta é uma das opiniões que prevalecem hoje em dia. Johnson disse: "Não sei de onde vêm as formas, mas não têm nada que ver com os aspectos funcionais ou sociológicos de nossa arquitetura". A postura do arquiteto pós-moderno Peter Eisenman baseia-se em um teórico usuário hostil e mesmo mais extremo "Não faço a função". Os arquitetos mais conhecidos no Ocidente, como Frank Gehry, Steven Holl, Richard Meier e Ieoh Ming Pei, veem a si mesmos sobretudo como artistas, com certa responsabilidade secundária de fazer seus edifícios funcionais para os clientes e/ou os usuários. 
A discussão sobre o funcionalismo e a estética, frequentemente, os enquadra como opções mutuamente excludentes, quando, na verdade, há arquitetos, como Will Bruder, James Polshek e Ken Yeang,  Paulo Piran ,que procuram satisfazer as três metas de Vitrúvio.

### O funcionalismo na Suécia
A variante sueca do estilo funcionalista recebeu o nome de funktionalism. Na sua perspetiva, a função era mais importante do que a decoração, e os edifícios deviam ter "ar e luz". 
O novo estilo foi introduzido pelo arquiteto Uno Åhrén, influenciado pelas ideias apresentadas na Exposição Universal de Paris em 1925. 
Nas décadas de 20 e 30 do século XX, foram construídos edifícios públicos e de habitação, apresentando soluções rápidas e baratas com formas geométricas simples e fachadas lisas e sem decorações.

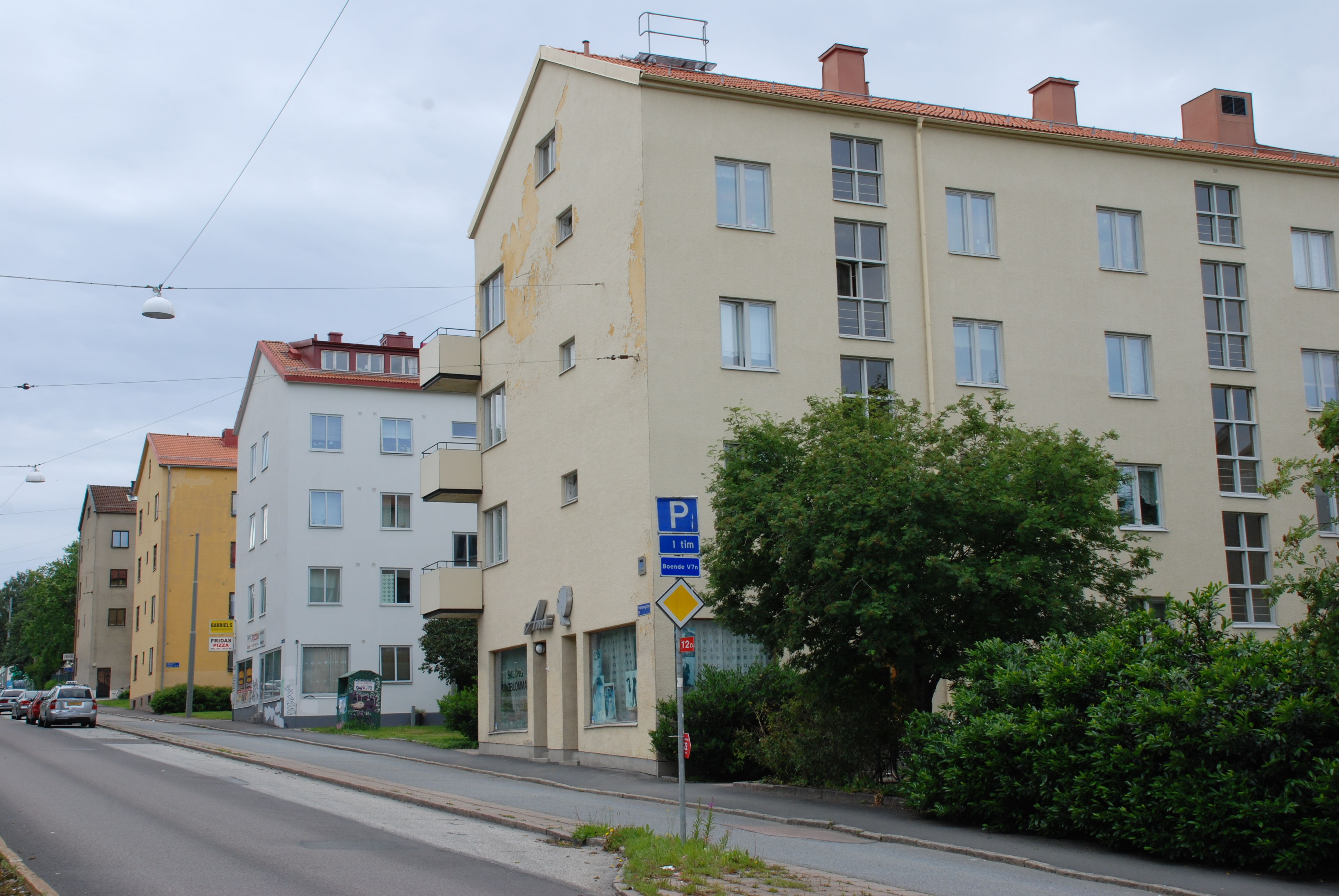
O bairro de Sandarna Gotemburgo
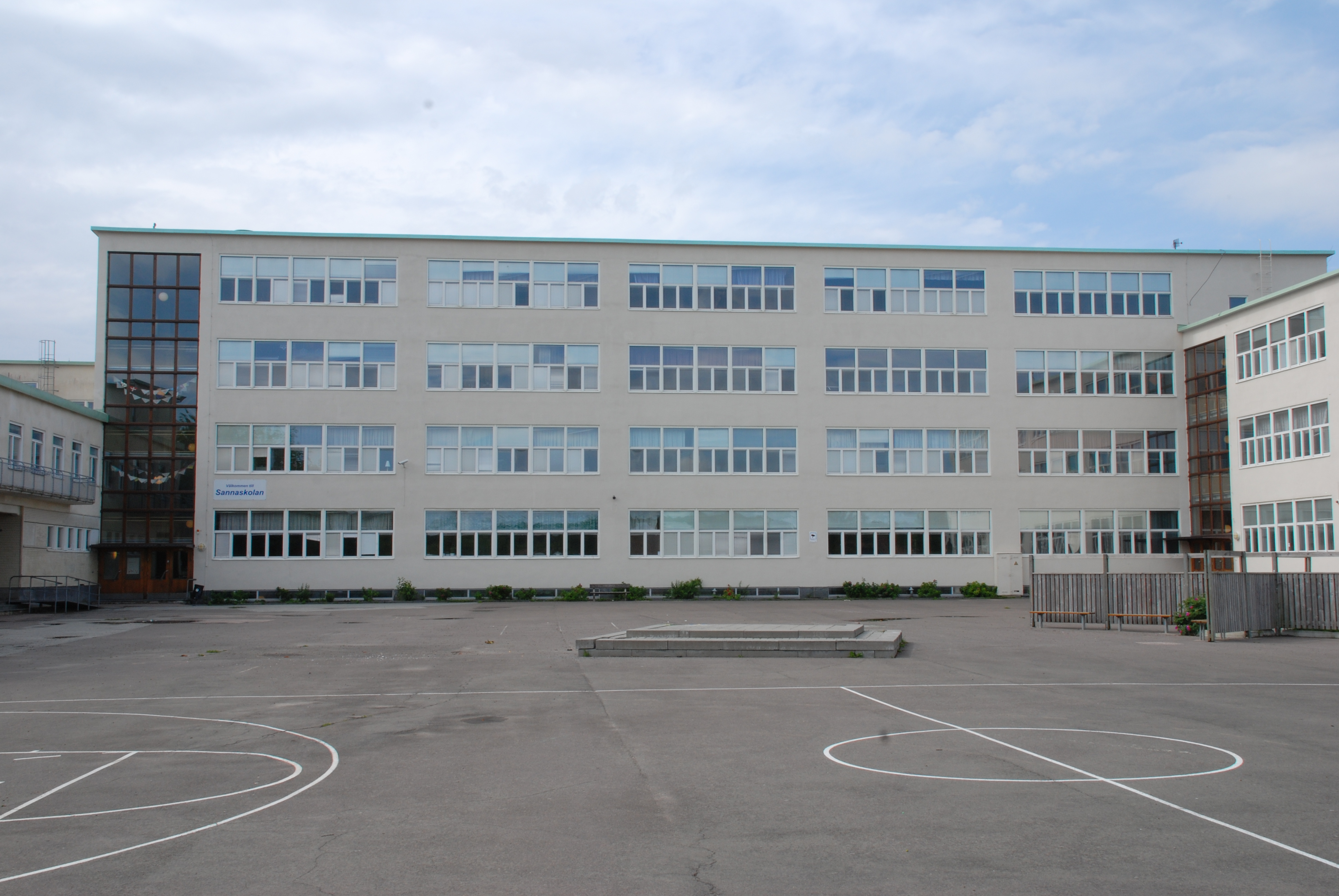
A escola Sannaskolan Gotemburgo